# Aeroportul Internațional Hat Yai
Aeroportul Internațional Hat Yai (IATA: HDY, ICAO: VTSS) este un aeroport din Khlong La⁠(d), Districtul Khlong Hoi Khong, Provincia Songkhla, Thailanda ce deservește zona Hat Yai⁠(d). Aeroportul a fost tranzitat în 2022 de 2.944.984 de pasageri.
Situat la o altitudine de 27 m, aeroportul dispune de o singură pistă. Este operat de Airports of Thailand⁠(d).